# الكسندر إفيمكين
الكسندر إفيمكين (بالروسية: Ефимкин, Александр Сергеевич)‏ (و. 1981  م) هو راكب دراجة هوائية، ومدير رياضي ‏ روسي، ولد في سامارا، شارك في طواف فرنسا، وطواف إسبانيا.

## سباقات أو مراحل فاز بها
| التاريخ       | السباق                | المركز                      |
| ------------- | --------------------- | --------------------------- |
| 28 مايو 2006  | فولتا الينتيخو 2006   |                             |
| 01 يناير 2007 | Euskal Bizikleta 2007 | العاشر في التصنيف العام     |
| 11 مارس 2007  | Giro del Capo 2007    |                             |
| 16 مارس 2008  | باريس-نايس 2008       | العاشر في التصنيف العام     |
| 23 أبريل 2008 | فليش والون 2008       | المرتبة 16 في التصنيف العام |
| 01 يونيو 2008 | طواف إيطاليا 2008     | السابع في تصنيف الجبال      |
| 14 أبريل 2009 | باريس-كاممبير 2009    | الثالث في التصنيف العام     |
| 30 مايو 2010  | طواف إيطاليا 2010     | المرتبة 19 في التصنيف العام |
| 01 مايو 2011  | طواف تركيا 2011       |                             |

## روابط خارجية
- الكسندر إفيمكين على موقع الاتحاد الدولي للدراجات (الإنجليزية)
- الكسندر إفيمكين على موقع أرشيف الدراجات (الإنجليزية)
- الكسندر إفيمكين على موقع إحصائيات الدراجات الإحترافية (الإنجليزية)
- الكسندر إفيمكين على موقع نسبة الدراجات (الإنجليزية)
- الكسندر إفيمكين على موقع CycleBase (الإنجليزية)